# K-théorie algébrique

En mathématiques, la K-théorie algébrique est une branche importante de l'algèbre homologique. Son objet est de définir et d'appliquer une suite de foncteurs Kn de la catégorie des anneaux dans celle des groupes abéliens. Pour des raisons historiques, K0 et K1 sont conçus en des termes un peu différents des Kn pour n ≥ 2. Ces deux K-groupes sont en effet plus accessibles et ont plus d'applications que ceux d'indices supérieurs. La théorie de ces derniers est bien plus profonde et ils sont beaucoup plus difficiles à calculer, ne serait-ce que pour l'anneau des entiers.
Le groupe abélien K0(A) généralise la construction du groupe des classes d'idéaux d'un anneau A en utilisant les A-modules projectifs. Il a été développé dans les années 1960 et 1970 — au cours desquelles la « conjecture de Serre » sur les modules projectifs est devenue le théorème de Quillen-Suslin — et a été relié à beaucoup d'autres problèmes algébriques classiques. De même, le groupe K1(A) est une modification du groupe des unités, en utilisant les matrices élémentaires ; il est important en topologie, en particulier lorsque A est un anneau de groupe, parce qu'un groupe quotient, le groupe de Whitehead (en), contient la torsion de Whitehead (en), utilisée en théorie du type simple d'homotopie et de la chirurgie. Le groupe K0(A) contient aussi d'autres invariants, comme l'invariant de finitude[Quoi ?]. Depuis les années 1980, la K-théorie algébrique a eu de plus en plus d'applications en géométrie algébrique. Par exemple, la cohomologie motivique lui est intimement liée.

## Histoire
Alexandre Grothendieck a découvert la K-théorie au milieu des années 1950, comme cadre pour établir sa généralisation de grande envergure du théorème de Riemann-Roch. Quelques années plus tard, Michael Atiyah et Friedrich Hirzebruch ont considéré un analogue, la K-théorie topologique (en).
À partir de 1960, on a découvert des applications des K-groupes, en particulier en chirurgie des variétés, et de nombreux autres liens avec des problèmes algébriques classiques.
Un peu plus tard, une branche de la théorie des algèbres d'opérateurs fut développée avec profit, donnant naissance à la K-théorie des opérateurs (en) et à la KK-théorie (de). Il devint également clair que la K-théorie avait un rôle à jouer en géométrie algébrique, dans la théorie des cycles (conjecture de Gersten) : les groupes de K-théorie supérieurs y furent reliés aux phénomènes en codimensions supérieures, celles les plus difficiles à appréhender.
Le problème se posa de la variété des définitions de la K-théorie, à première vue non équivalentes. Utilisant les travaux de Steinberg sur les extensions centrales universelles des groupes algébriques classiques, John Milnor choisit de définir le groupe K2(A) d'un anneau A comme le centre, isomorphe à H2(E(A), ℤ), de l'extension centrale universelle du groupe E(A) engendré par les matrices élémentaires infinies sur A. Il existe une application bilinéaire naturelle de K1(A) × K1(A) dans K2(A). Dans le cas particulier d'un corps k, le groupe K1(k) est isomorphe au groupe multiplicatif GL(1,k), et des calculs de Hideya Matsumoto ont montré que K2(k) est isomorphe au groupe engendré par K1(k) × K1(k) modulo un ensemble de relations facile à décrire.
Ces difficultés de fondation finirent par êtres résolues (laissant une théorie profonde et difficile) par Daniel Quillen,, qui donna plusieurs définitions de Kn(A) pour tout entier naturel n, via sa construction plus et sa construction Q.

## PremiersK-groupes
Les K-groupes d'indice 0 et 1 furent les premiers découverts, sous diverses descriptions ad hoc, qui restent utiles. Dans toute la suite, A désigne un anneau unifère.

### K0
L'ensemble des classes d'isomorphisme de A-modules projectifs de type fini, muni de la somme directe, forme un monoïde. On définit K0(A) comme son groupe de Grothendieck.
Tout morphisme d'anneaux A → B donne une application K0(A) → K0(B) qui envoie (la classe de) tout A-module M (projectif et de type fini) sur M ⊗A B, ce qui fait de K0 un foncteur covariant.
Si l'anneau A est commutatif, on peut définir dans K0(A) le sous-groupe
{\displaystyle {\widetilde {K}}_{0}(A)=\bigcap \limits _{P{\text{ idéal premier de }}A}\mathrm {Ker} \dim _{P},}
où
{\displaystyle \dim _{P}:K_{0}(A)\to \mathbb {Z} }
est l'application qui à (la classe de) M associe le rang du AP-module libre MP (ce module est bien libre, puisque c'est un module projectif sur un anneau local). Ce sous-groupe {\displaystyle {\widetilde {K}}_{0}(A)} est appelé la K-théorie réduite d'indice 0 de A.
On peut étendre la définition de K0 à un anneau B non nécessairement unifère en considérant son unitarisé A = B1 et le morphisme canonique d'anneaux unifères A → ℤ. On définit alors K0(B) comme le noyau du morphisme K0(A) → K0(ℤ) = ℤ correspondant.

#### Exemples
- Les modules sur un corps k sont les k-espaces vectoriels et K0(k) est isomorphe à ℤ, par l'application dimension.
- Plus généralement, les modules projectifs sur un anneau local A sont libres et K0(A) est isomorphe à ℤ, par l'application rang[5].
- Si A est un anneau de Dedekind, K0(A) = Pic(A) ⊕ ℤ, où Pic(A) est le groupe de Picard de A[6] et de même, la K-théorie réduite est donnée par{\displaystyle {\widetilde {K}}_{0}(A)={\rm {Pic}}(A).}
- Une variante algébrico-géométrique de cette construction s'applique à la catégorie des variétés algébriques ; elle associe à une variété algébrique X le K-groupe de Grothendieck de la catégorie des faisceaux localement libres (ou des faisceaux cohérents) sur X.
- Pour tout espace topologique compact, la K-théorie topologique (en) Ktop(X) des fibrés vectoriels (réels) sur X coïncide avec le K0 de l'anneau des fonctions continues de X dans ℝ[7].

#### K0relatif
Soit I un idéal de A. On définit le « double » associé comme le sous-anneau suivant de l'anneau produit A × A :
{\displaystyle D(A,I)=\{(x,y)\in A\times A\mid x-y\in I\},}
puis le K-groupe relatif :
{\displaystyle K_{0}(A,I)=\ker \left(K_{0}(D(A,I))\to K_{0}(A)\right),}
où l'application est induite par la projection sur le premier facteur.
Ce K-groupe relatif K0(A, I) est isomorphe à K0(I), où I est vu comme un anneau sans unité. Le fait qu'il est indépendant de A est un analogue du théorème d'excision en homologie.

#### L'anneauK0
Si l'anneau A est commutatif, le produit tensoriel de deux modules projectifs est encore projectif, ce qui induit une multiplication faisant de K0 un anneau commutatif, avec la classe [A] comme neutre multiplicatif. De même, le produit extérieur induit une structure de λ-anneau (en). Le groupe de Picard se plonge dans le groupe des unités de K0(A).

### K1
Hyman Bass a donné la définition suivante, qui généralise celle du groupe des unités d'un anneau : K1(A) est l'abélianisé du groupe général linéaire infini :
{\displaystyle K_{1}(A)=\operatorname {GL} (A)^{\mbox{ab}}=\operatorname {GL} (A)/[\operatorname {GL} (A),\operatorname {GL} (A)].}
D'après le lemme de Whitehead, le groupe dérivé [GL(A), GL(A)] coïncide avec le sous-groupe parfait E(A) engendré par les matrices élémentaires. Le groupe GL(A)/E(A), d'abord défini et étudié par Whitehead, est appelé le groupe de Whitehead de l'anneau A.

#### K1relatif
Le K-groupe relatif K1(A, I) est défini en termes du « double » :
{\displaystyle K_{1}(A,I)=\ker {\Big (}K_{1}(D(A,I))\to K_{1}(A){\Big )}.}
Il s'insère dans une suite exacte :
{\displaystyle K_{1}(A,I)\to K_{1}(A)\to K_{1}(A/I)\to K_{0}(A,I)\to K_{0}(A)\to K_{0}(A/I).}

#### Anneaux commutatifs
Si l'anneau A est commutatif, on peut définir un morphisme déterminant, de GL(A) dans le groupe A× des unités de A. Cette application s'annule sur E(A) donc passe au quotient et définit un morphisme det : K1(A) → A×, dont le noyau est le groupe de Whitehead spécial SK1(A) := SL(A)/E(A). On obtient même une suite exacte courte scindée à droite
{\displaystyle 1\to SK_{1}(A)\to K_{1}(A)\to A^{\times }\to 1,}
quotient de celle,
{\displaystyle 1\to \operatorname {SL} (A)\to \operatorname {GL} (A)\to A^{\times }\to 1,}
dont une section A× → GL(A) est donnée par l'inclusion de A× = GL(1, A) dans GL(A).
Ainsi, K1(A) se décompose en la somme directe du groupe des unités et du groupe de Whitehead spécial : K1(A) ≃ A× ⊕ SK1(A).
Si A est un anneau euclidien (par exemple un corps commutatif, ou l'anneau des entiers) ou semi-local, alors le groupe SK1(A) est trivial et le déterminant est un isomorphisme de K1(A) dans A×. C'est faux pour un anneau principal quelconque, ce qui fournit l'une des rares propriétés des anneaux euclidiens ne se généralisant pas aux anneaux principaux. Des contre-exemples ont été donnés par Bass en 1972, puis par Ischebeck en 1980.
SK1(A) est également trivial si A est un sous-anneau de Dedekind d'un corps de nombres.
La trivialité de SK1 peut s'interpréter en disant que K1 est engendré par l'image de GL1. Lorsque ce n'est pas le cas, on peut chercher si K1 est engendré par l'image de GL2. C'est vrai pour un anneau de Dedekind, K1 étant alors engendré par les images de GL1 et SL2. On peut étudier le sous-groupe de SK1 engendré par SL2 en faisant intervenir les symboles de Mennicke (en). Pour un anneau de Dedekind dont tous les quotients par les idéaux maximaux sont finis, SK1 est un groupe de torsion.
Pour un anneau non commutatif, le morphisme déterminant n'est pas défini en général, mais l'application GL(A) → K1(A) en est un substitut.

#### Algèbres centrales simples
Si A est une algèbre centrale simple sur un corps F, la norme réduite fournit une généralisation du déterminant, donnant une application K1(A) → F*, et l'on peut définir SK1(A) comme son noyau. Shianghao Wang (en) a démontré que si le degré de A est premier alors SK1(A) est trivial, et ceci s'étend au cas où le degré est sans carré. Wang a aussi prouvé que SK1 est trivial pour toute algèbre centrale simple sur un corps de nombres. Vladimir Platonov a donné des exemples, pour tout nombre premier p, d'algèbres de degré p2 dont le SK1 n'est pas trivial.

### K2
John Milnor a défini K2(A) comme le centre du groupe de Steinberg St(A) de A. C'est aussi le noyau du morphisme φ : St(A) → GL(A), et le multiplicateur de Schur du groupe E(A) engendré par les matrices élémentaires.
K2(ℤ) = ℤ/2ℤ et plus généralement, le K2 de l'anneau des entiers d'un corps de nombres est fini.
K2(ℤ/nℤ) est encore ℤ/2ℤ si n est divisible par 4, mais est trivial sinon.

#### Théorème de Matsumoto
Le K2 d'un corps est déterminé par les symboles de Steinberg :
On en déduit facilement que le K2 de tout corps fini est trivial,.
Le calcul de K2(ℚ) est un peu plus compliqué. John Tate a prouvé que,
{\displaystyle K_{2}(\mathbb {Q} )=(\mathbb {Z} /4\mathbb {Z} )^{\times }\times \prod _{p{\text{ premier impair}}}(\mathbb {Z} /p\mathbb {Z} )^{\times }}
en remarquant que la preuve suivait le même plan que la première des preuves par Gauss de la loi de réciprocité quadratique,.
Si F est un corps local non archimédien, son K2 est la somme directe du groupe cyclique fini ℤ/mℤ et du groupe divisible K2(F)m, où m est le nombre de racines de l'unité dans F.

#### Suites exactes longues
Si A est un anneau de Dedekind et F son corps des fractions, on a une suite exacte longue
{\displaystyle K_{2}(F)\to \oplus _{P}K_{1}(A/P)\to K_{1}(A)\to K_{1}(F)\to \oplus _{P}K_{0}(A/P)\to K_{0}(A)\to K_{0}(F)\to 0}
où P parcourt l'ensemble des idéaux premiers non nuls de A.
D'autre part, pour tous A et I (idéal de A), la suite exacte qui met en jeu les K1 et K0 relatifs se prolonge :
{\displaystyle K_{2}(A)\to K_{2}(A/I)\to K_{1}(A,I)\to K_{1}(A)\cdots \ .}

#### Accouplement
Il existe un accouplement sur K1 à valeurs dans K2 : étant donné une paire de matrices commutantes X et Y sur A, soient x et y des antécédents dans le groupe de Steinberg. Le commutateur xyx−1y−1 est un élément du K2. Cette application n'est pas toujours surjective.

## K-théorie de Milnor
L'expression ci-dessus du K2 d'un corps commutatif k a conduit Milnor à une définition des K-groupes « supérieurs » comme les composantes, en chaque degré, du quotient de l'algèbre tensorielle du groupe abélien k× par l'idéal bilatère engendré par les a ⊗ (1 – a) pour a ≠ 0, 1 :
{\displaystyle K_{*}^{M}(k):=T^{*}(k^{\times })/(a\otimes (1-a)).}
Pour n = 0, 1 ou 2, ces groupes KMn coïncident avec les groupes Kn définis ci-dessous, mais pour n ≥ 3, ils sont en général différents. Par exemple, pour tout corps fini k, KMn(k) est trivial pour tout n ≥ 2, tandis que Kn(k) n'est trivial que si n est pair.
L'image dans KMn(k) d'un élément a1 ⊗ … ⊗ an est appelée un symbole, et notée {a1, …, an}. Si m est un entier inversible dans k, il existe une application
{\displaystyle \partial :k^{*}\to H^{1}(k,\mu _{m})}
où μm désigne le groupe des racines m-ièmes de l'unité dans une extension séparable de k. Elle s'étend en une application
{\displaystyle \partial ^{n}:k^{*}\times \cdots \times k^{*}\to H^{n}\left({k,\mu _{m}^{\otimes n}}\right),}
qui vérifie les relations définissant les K-groupes de Milnor. L'application ∂n, ainsi définie sur KMn(k), est appelée « symbole de Galois ».
La relation entre la cohomologie étale (ou de Galois) du corps et sa K-théorie de Milnor modulo 2 est la conjecture de Milnor, démontrée par Vladimir Voevodsky. L'énoncé analogue pour les nombres premiers impairs est la conjecture de Bloch-Kato (en), démontrée par Voevodsky, Rost et d'autres.

## Groupes supérieurs deK-théorie
Après quelques années pendant lesquelles diverses définitions incompatibles avaient été suggérées pour les K-groupes d'indices supérieurs, c'est celle donnée par Quillen qui fut acceptée. L'enjeu était de trouver des définitions de K(R) et K(R, I) en termes d'espaces classifiants, de telle sorte que
R ↦ K(R) et (R, I) ↦ K(R, I) soient des foncteurs à valeurs dans une catégorie homotopique (en) d'espaces et que la suite exacte longue pour les K-groupes relatifs soit simplement la suite exacte longue d'homotopie d'une fibration K(R, I) → K(R) → K(R/I).
Quillen donna deux constructions, la « construction plus » et la « construction Q », cette dernière étant par la suite modifiée de diverses façons. Les deux constructions donnent les mêmes K-groupes.

### Construction plus
Pour n > 0, Quillen définit le n-ième K-groupe de R comme le n-ième groupe d'homotopie d'un espace obtenu en appliquant sa construction plus (de) au classifiant BGL(R) du groupe linéaire infini GL(R) :
{\displaystyle K_{n}(R)=\pi _{n}(B{\rm {GL}}(R)^{+}).}
Pour étendre cette définition au cas n = 0, il suffit de poser
{\displaystyle K_{n}(R)=\pi _{n}(B{\rm {GL}}(R)^{+}\times K_{0}(R)),}
puisque BGL(R)+ est connexe par arcs et K0(R) est discret.

### ConstructionQ
La construction Q (en) donne les mêmes résultats que la construction plus mais s'applique à des situations plus générales. En outre, elle est plus directe, au sens où les K-groupes qu'elle produit sont fonctoriels par définition, alors que ce fait n'est pas immédiat dans la construction plus.
À toute catégorie exacte P, on associe la catégorie QP dont les objets sont ceux de P et dont les morphismes de M vers M' sont les classes d'isomorphismes de diagrammes dans P de la forme
{\displaystyle M\leftarrow N\to M',}
où la première flèche est un épimorphisme admissible et la seconde un monomorphisme admissible.
Le n-ième K-groupe de la catégorie exacte P est alors défini par
{\displaystyle K_{n}(P)=\pi _{n+1}(\mathrm {BQ} P,0)}
où 0 est un objet nul fixé et BQP est l'espace classifiant de la catégorie QP, c'est-à-dire la réalisation géométrique (en) de son nerf. En particulier, K0(P) est le groupe de Grothendieck de P.
En prenant pour P la catégorie des R-modules projectifs de type fini, on trouve les mêmes groupes que les Kn(R) définis par la construction plus. Plus généralement, les K-groupes d'un schéma X sont définis comme ceux de la catégorie (exacte) des faisceaux cohérents localement libres sur X.
On utilise aussi la variante suivante : au lieu des R-modules de type fini projectifs (i.e. localement libres), on prend tous les R-modules de type fini. On note couramment Gn(R) les K-groupes ainsi obtenus. Si R est un anneau noethérien régulier, ses G- et K-théories coïncident. En effet, la dimension globale de R est finie, c'est-à-dire que tout R-module de type fini M admet une résolution (en) projective P* → M, et un argument simple permet d'en déduire que le morphisme canonique K0(R) → G0(R) est bijectif, avec [M] = Σ ±[Pn]. On montre que le morphisme entre K-groupes supérieurs est également bijectif.

### ConstructionS
Une troisième construction des K-groupes est la construction S de Waldhausen (en). Elle s'applique aux catégories avec cofibrations (appelées catégories de Waldhausen (en)), plus générales que les catégories exactes.

## Exemples
Alors que la K-théorie algébrique de Quillen a aidé à comprendre en profondeur divers aspects de la géométrie et de la topologie algébriques, les K-groupes se sont avérés particulièrement difficiles à calculer, sauf dans quelques cas isolés mais intéressants.

### Corps finis
Ce premier calcul de K-groupes supérieurs d'un anneau — et l'un des plus importants — fut effectué par Quillen lui-même : le corps fini à q éléments étant noté Fq, on a :
- K0(Fq) = ℤ,
- K2i(Fq) = 0 pour i ≥ 1,
- K2i–1(Fq) = ℤ/(qi – 1)ℤ pour i ≥ 1.

### Anneaux d'entiers
Quillen a démontré que les K-groupes de l'anneau OF des entiers d'un corps de nombres F sont de type fini. Armand Borel s'en est servi pour calculer Ki(OF) et Ki(F) modulo torsion. Par exemple pour F = ℚ, Borel a démontré que pour tout i > 1, Ki(ℤ) modulo torsion est ℤ si i est congru à 1 modulo 4 et 0 sinon.
On a récemment déterminé les sous-groupes de torsion des K2i+1(ℤ) et l'ordre des groupes abéliens finis K4k+2(ℤ), mais les questions de la cyclicité de ces derniers et de la trivialité des K4k(ℤ) dépendent de la conjecture de Vandiver sur le groupe des classes des entiers cyclotomiques. Voir l'article « Conjecture de Quillen-Lichtenbaum (en) » pour plus de détails.

## Applications et questions ouvertes
Les groupes de K-théorie algébrique interviennent dans des conjectures sur les valeurs spéciales (en) de fonctions L, la formulation de la conjecture principale en théorie d'Iwasawa non commutative et la construction de régulateurs supérieurs (en).
La conjecture de Parshin (en) prévoit que pour toute variété lisse sur un corps fini, les K-groupes supérieurs sont de torsion.
Celle de Bass (en) prévoit que pour toute ℤ-algèbre A de type fini, tous les groupes Gn(A) sont de type fini.